# 索姆奈鎮區 (堪薩斯州索姆奈縣)
索姆奈鎮區（英語：Sumner Township）為美國堪薩斯州索姆奈縣轄下的鎮區。2010年美国人口普查中此鎮區人口有124人。

## 地理
索姆奈鎮區涵蓋總面積為93.7平方（36.18平方英里），其中陸地面積為93.7平方（36.18平方英里），水域面積為0平方（0.00平方英里）或0.00%。

## 人口統計
根據2010年美國人口普查，索姆奈鎮區人口有124人，其中男性有66人，女性有58人，人口密度為每平方公里1.32人，住房計56戶。鎮區內的白人有120人，非裔美國人有0人，美洲原住民有2人，亞裔美國人有0人，太平洋島裔美國人有0人，其他種族有1人，混血種族則有1人。此外鎮區內有2人為西班牙裔或拉丁裔美國人。此鎮區之年齡中位數為43.5歲，而男性年齡中位數為48.0歲，女性年齡中位數為39.0歲。